# Daltonia heterophylla
Daltonia heterophylla là một loài rêu trong họ Daltoniaceae. Loài này được Brid. Arn. mô tả khoa học đầu tiên năm 1827.